# Вагинална атрофија
Вагинална атрофија (ВА) или атрофични вагинитис је запаљење вагине је стањивањем ткива изазвано ниским нивоом естрогена. Симптоми могу укључивати бол током пенетративног секса, свраб или сувоћу вагине,  нагон за мокрењем или печење током мокрењем. Обично се не решава без континуираног лечења. Компликације могу укључивати инфекције уринарног тракта.  ВА, вулвовагинална атрофија, дисфункције бешике и уретре спадају у група стања која чине генитоуринарни синдром менопаузе (ГСМ). Дијагноза се обично заснива на симптомима болести и хормоналном статусу.
Смањење естрогена се обично дешава након менопаузе.  Други узроци могу укључивати дојење или употребу одређених лекова.  Фактори ризика укључују пушење.
Лечење ВА може укључивати употребу локалног естрогена или друге замене за естроген, уз симптоматску терапију лубрикантима, који можда неће помоћи дугорочно јер не утиче на ткива.